# زبیده جلال
زبیده جلال خان متولد ۳۱ اوت ۱۹۵۹ یک سیاستمدار پاکستانی، معلم، آزادیخواه و فعال اجتماعی است که از اوت ۲۰۱۸ تا آوریل ۲۰۲۲ به عنوان وزیر دفاع خدمت کرده است.
او پس از شرکت موفقیت‌آمیز در انتخابات عمومی که در سال ۲۰۰۲ بر روی پلت فرم PML (Q) برگزار شد، به عنوان وزیر زن پیشرو در کابینه شوکت عزیز به شهرت ملی و شهرت عمومی دست یافت. از سال ۲۰۰۲ تا ۲۰۰۷، او وزیر آموزش و پرورش بود.
پس از پنج سال وقفه کوتاه دوری از سیاست ملی، او به حزب مسلم لیگ پاکستان (ن) پیوست، اما به نفع کیران حیدر، که با موفقیت کرسی خود را در انتخابات عمومی سال ۲۰۱۳ حفظ کرد، کنار رفت، ولی جایگاه خود را به عنوان رهبر زن حزب مسلم لیگ پاکستان (ن) حفظ کرد.

## فعالیت اجتماعی و سیاسی

### در آموزش و پرورش
پس از بازگشت از کویت، او با حمایت پدرش به تأسیس مدرسه ای برای دختران در روستای خود اقدام کرد، زیرا در آن زمان در چنین جامعه سنتی محافظه کار بلوچ، به زنان اجازه تحصیل به مدرسه را نمی‌دادند. او همزمان با تدریس در مدرسه، ادبیات انگلیسی را در دانشگاه بلوچستان نیز تدریس می‌کرد. در سال ۱۹۹۳، خدمات او توسط دولت پاکستان قدردانی شد و از او با جایزه افتخار عملکرد برای آموزش توسط رئیس‌جمهور پاکستان تجلیل شد. او تالیفات بسیاری از جمله مقالاتی در مورد گلدوزی بلوچ و فقرزدایی نوشته است.
فعالیت سیاسی او پس از پیوستن به حزب راست میانه مسلم لیگ پاکستان به رهبری نخست‌وزیر نواز شریف در سال ۱۹۸۸ آغاز شد. اما در سال ۲۰۰۰ به گروه ناراضی پناهنده شد. او با موفقیت در انتخابات عمومی که در سال ۲۰۰۲ برگزار شد شرکت کرد و ۴۴۱۷۷ رای از حوزه انتخابیه خود را به دست آورد. در سال ۲۰۰۲، او به عنوان وزیر آموزش و پرورش منصوب شد و از پرویز مشرف رئیس‌جمهور به عنوان بخشی از کابینه ظفرالله جمالی نخست‌وزیر سوگند یاد کرد. سمت او بعداً تمدید شد و به خدمت در کابینه نخست‌وزیر شوکت عزیز ادامه داد.

### وزارت آموزش و پرورش
در سال ۲۰۰۴، زبیده جلال اعلام کرد که «همه حوزه‌های علمیه در برنامه‌های آموزشی جریان اصلی مشارکت خواهند داشت.» این برنامه که توسط رئیس‌جمهور پرویز مشرف تأیید شد، در راستای ادغام مدرسه (حوزه‌های علمیه) با اصلاحات آموزشی مدرن بود. زبیده جلال شخصاً ۲۲۵–۵۰۰ میلیون روپیه پاکستان از دولت برای سال مالی دریافت کرده بود. تمام کمک‌های مالی به‌طور مشترک توسط نمایندگی ایالات متحده آمریکا برای انکشاف بین‌المللی آزاد شد. قرار بود اصلاحاتی برای تغییر برنامه درسی مدارس انجام شود و بسیاری از به روز رسانی‌های احیاء، مقررات زدایی از کتب درسی بخشی از برنامه بود که توسط زبیده جلال نظارت می‌شد.

### انتخابات عمومی ۲۰۱۳
در سال ۲۰۱۳، زبیده جلال از پیشنهاد نواز شریف، برای نخست‌وزیری حمایت کرد. در دیدار با نواز شریف، جلال با اعتماد کامل به رهبری نواز شریف اعلام کرد که به PML-N ملحق می‌شود.

## زندگی شخصی

### جنجال‌های سیاسی
بلافاصله پس از انتخابات عمومی در سال ۲۰۰۸، سازمان FIA تحقیقاتی را در مورد زبیده جلال به دلیل کلاهبرداری مالی آغاز کرد. تحقیقات FIA تحت دستور نخست‌وزیر یوسف رضا گیلانی آغاز شد که احساس می‌کرد «نقش وزیر وقت زبیده جلال نیاز به بررسی دارد که بدون آن اهداف کل تمرین محقق نشده باقی می‌ماند.» زبیده جلال اتهامات فساد مالی علیه خود را قویا رد کرده است. در سال ۲۰۰۹، تحقیقات FIA به پایان رسید.
زبیده جلال در نشریات سال ۲۰۱۰ که توسط مؤسسه توسعه قانونی و شفافیت پاکستان (PILDT) ویرایش شد، دومین سیاستمدار ثروتمند ایالت بلوچستان است که کل دارایی را به ارزش ۵۷٫۸۷ میلیون روپیه پاکستان اعلام کرده است.

### فلسفه سیاسی
زبیده جلال به عنوان روشنفکرترین چهره ژنرال پرویز مشرف و یکی از وزیران برجسته در رژیم مشرف شناخته می‌شد. در سال ۲۰۰۸، او علناً حمایت از پرویز مشرف، رئیس‌جمهورپاکستان در دوران استیضاح رئیس‌جمهور سابق را تأیید کرد. زبیده جلال در یک مصاحبه تلویزیونی گفت که پرویز مشرف به عنوان یک رهبر جسور و شجاع در پاکستان و برای پاکستان زندگی خواهد کرد.